# Gogolák Károly
Gogolák Károly Pál (angolul: Charlie vagy Charles Paul Gogolak) (Rábahídvég, 1944. december 29. –) amerikai-magyar amerikaifutball-játékos, rúgó, Gogolák Péter amerikaifutball-játékos öccse.

## Élete
Gogolák Károly Rábahídvégen született Gogolák János budapesti fogorvos fiaként. Családjával az 1956-os forradalom után elmenekültek az országból. Károly 12 éves, bátyja, Péter pedig 14 éves volt, amikor apjukkal és várandós édesanyjukkal, Saroltával átszöktek az osztrák-magyar határon. Ausztriából az Egyesült Államokba távoztak, és a New York állambeli Ogdensburgban telepedtek le. Péterrel itt ismerkedtek meg az amerikaifutball alapjaival, melynek később meghatározó játékosaivá váltak.

## Pályafutása
Gogolák tanulmányait a Princetoni Egyetemen végezte, melynek csapatában is játszott. Bátyjához hasonlóan ő is az európai labdarúgásban megszokott rúgótechnikát alkalmazta, így sokkal eredményesebb volt a pontszerzésben. Az NFL történetének első játékosa volt, akit 1966-ban az első körben rúgóként draftolt a Washington Redskins. Lábát a Lloyd's of London biztosítónál 1 millió dollárra biztosították. A Redskinsnél töltött első évében már 105 pontot szerzett. 1966. november 27-én, a Giants-Redskins mérkőzésen, melyen a két Gogolák ellenfélként találkozott, Károly és Péter összesen 14 pontot szerzett. A washingtoniak győzelmével végződő mérkőzésen a fiatalabbik Gogolák 10 pontrúgási kísérletből 9 pontot szerzett, mellyel máig a bajnokság csúcstartója. Miután 1968-ban elhagyta a Redskinst 1970-1972 között a New England Patriots játékosa lett.
Washingtoni évei alatt a George Washington Egyetem jogi karára járt, ahol jogászi diplomát szerzett, majd nyugdíjazásáig az A.G. Edwards brókercégnél dolgozott.